# غابرييل يوهانسون
غابرييل يوهانسون هو لاعب كرة قدم سويدي، ولد في 10 سبتمبر 2000.